# Adam Werka
Adam Franciszek Werka (* 2. Juni 1917 in Dubljany; † 16. Dezember 2000 in Warschau) war ein polnischer Marinemaler und Illustrator.

## Leben
Adam Werka war das älteste Kind von Michał Werka, einem Beamten der Landwirtschaftsakademie in Dubljany, und Anna Maria Manik. Er hatte zwei jüngere Schwestern. Die Familie lebte zunächst im ostpolnischen Dubljany bei Lemberg und zog in Adam Werkas Kindheit nach Bromberg in der damaligen Woiwodschaft Posen. Dort legte er 1936 sein Abitur ab. Den Plan, zur See zu gehen, musste er aufgrund einer Sehschwäche aufgeben. Nach dem Abitur leistete er seinen Militärdienst in der Reserve-Offiziersschule in der Garnison von Wolodymyr-Wolynskyj. Zur Zeit des deutschen Überfalls auf Polen nahm er im September 1939 an der Schlacht an der Bzura teil und geriet am 17. September auf dem Weg nach Warschau in deutsche Gefangenschaft. Aus ihr wurde er am 9. Oktober wieder entlassen. Die Besatzungszeit verbrachte er in Warschau, wo er in einer Bäckerei arbeitete und in seiner Freizeit Malerei und Grafik studierte. Nach dem Warschauer Aufstand hielt er sich bis Kriegsende versteckt.
Im Mai 1945 wurde er Reserveoffizier der polnischen Armee und diente in einer Propagandaabteilung, in der er auch als Maler und Organisator von Ausstellungen tätig wurde. Am 21. November 1946 heiratet er in Łódź seine Frau Helena Nieciecka. Im Oktober des Folgejahres wurde er demobilisiert und arbeitete in Łódź als Archivleiter eines Textilgroßhandelszentrums. 1950/51 zog er nach Warschau, wo er verschiedene Tätigkeiten als Grafikdesigner und Illustrator annahm. Dort lernte er Jerzy Miciński, den Herausgeber der Monatszeitschrift Morze („Meer“) kennen und begann, für diese Zeitschrift als Marinemaler zu arbeiten. Es folgte die langjährige Zusammenarbeit mit den Verlagen Wiedza Powszechna, Wydawnictwo Morskie, Wydawnictwo Poznańskie, Wydawnictwo MON, PZWS und verschiedenen Zeitschriften wie Miniatur Morskich („Meeres-Miniaturen“) und Małego Modelarza („Kleiner Modellbauer“). Als Atelier diente ihm ein Teil des Schlafzimmers in der Warschauer Wohnung seiner Familie.
Adam Werka starb am 16. Dezember 2000 im Alter von 83 Jahren in Warschau an einem Herzinfarkt.

## Schaffen und Werk
Statt zur See zu gehen, konzentrierte Adam Werka sein künstlerisches Schaffen auf Marinemalerei, wobei die meisten Gemälde Schiffsporträts darstellen. Die Motive stammten zunächst aus den Illustrationsaufträgen seiner Verlage, für die Bücher und Zeitschriften oder aus Reedereiaufträge, für die er tätig war. Porträts polnischer Schiffe standen im Vordergrund – Fahrzeuge der Marine ebenso wie Handelsschiffe. Darüber hinaus fertigte er auch eine kleinere Anzahl von Seefahrer-Porträts, Landschaften und zur Architektur an.
Bevorzugte Technik war in erster Linie die Gouache, daneben auch die Aquarellmalerei. Aufgrund des eingeschränkten Platzes in seinem Atelier hielt er die meisten seiner Bilder in kleinem Format, die in der Größe etwa von DIN A4 bis A3 reichten. Stilistisch werden seine Werke der realistischen Malerei zugeordnet. Als wesentliche Faktoren seiner Malerei wurden von Zeitgenossen die Wahl von kräftigen Farben und die Darstellung mit Bewegung hervorgehoben. In seinen Schiffsgemälden stellte er vielfach eine Geschichte voller Dramatik dar, die sich mit den Farben und der Bewegung gegenseitig unterstützten. Dazu kam seine die akribische Vorbereitung mit einer umfassenden Recherche zu seinen Bildmotiven sowie seine Kenntnis und Verständnis von den Bewegungen der Wellen.
In seinem Heimatland wird er als der bedeutendste Marinemaler Polens angesehen und dort auf eine Stufe etwa mit Claus Bergen oder William Turner gestellt. Aufgrund der Popularität der Seefahrt in Polen und der weiten Verbreitung von Büchern und Zeitschriften zu diesem Themenbereich genoss er ein hohes Ansehen. Gleichwohl gab es zu seinen Lebzeiten keine Einzelausstellung seiner Werke. Am 24. Mai 1976 wurde er vom Verband der Polnischen Bildenden Künstler als ordentliches Mitglied aufgenommen.
Im Laufe der Jahrzehnte schuf er wahrscheinlich über eintausend Zeichnungen und Gemälde. Die meisten der Gemälde waren auf den Titel- und Inhaltsseiten der unterschiedlichsten Zeitschriften, Broschüren und Bücher verteilt. Nur rund 500 seiner Bilder sind überliefert. Ein Teil dieser Gemälde befindet sich in der Sammlung von Marta Werka, der Enkelin des Malers. Die umfangreichste Sammlung gedruckter Bilder ist in dem 1989 erschienenen Buch Flota spod biało-czerwonej (dt. Flotte unter Weiß-Rot) von Jan Piwowoński enthalten, in dem rund 200 seiner Bilder versammelt sind.

## Ehrungen
1971 wurde Adam Werka vom Schifffahrtsminister mit dem „Verdienstorden Seearbeiter“, 1973 von der Marine mit der „Verdienstmedaille für die Polnische Volksmarine“ geehrt, 1976 mit der Auszeichnung „Verdienter Kulturaktivist“ vom Minister für Kultur und Kunst ausgezeichnet und erhielt 1982 das „Ritterkreuz des Ordens Polonia Restituta“ vom Vorsitzenden des Staatsrates.

## Ausstellungen
Zu Lebzeiten von Adam Werka fand keine Einzelausstellung mit seinen Werken statt.
- 1946: Warschau, Museum der polnischen Armee (17 Werke in der Sammelausstellung „Künstler der polnischen Armee“)
- Einzelausstellung Große Tage der kleinen Flotte in Adam Werkas Gemälden
  - 2016–2017: Gdynia, Marinemuseum
  - 2018: Elbląg, Altes Rathaus
  - 2018: Świnoujście, Fischereimuseum
  - 2019: Kołobrzeg, Polnisches Waffenmuseum
  - 2020: Danzig, Artushof Danzig (Zweigstelle des Historischen Museums der Stadt)